# Akmarijp
Akmarijp (Fries: Eagmaryp) is een dorp in de gemeente De Friese Meren, in de Nederlandse provincie Friesland. Akmarijp ligt tussen Terhorne en Joure. Akmarijp vormt samen met Terkaple een tweelingdorp, met een gezamenlijke dorpsbelangenvereniging. In 2023 telde het dorp 110 inwoners en was daarmee het kleinste van de beide dorpen. Akmarijp is een lintdorp langs de Fjildwei.

## Geschiedenis
Akmarijp werd vanaf 1315 vermeld als Ackrommariip, Accomaripe, Achmaripe en Ackmaryp. De plaatsnaam verwijst naar de rand (Oudfries: Ripe) van de plaats Akkrum, of een landstrook bij/van Akkrum.
Tot de gemeentelijke herindeling in 1984 lag Akmarijp in de voormalige gemeente Utingeradeel. Tot 2014 lag de plaats in de voormalige gemeente Skarsterlân.

## Klokkenstoel
Op de begraafplaats staat een van de klokkenstoelen in Friesland.

## Ooievaarsdorp
Bij Akmarijp bevindt zich het ooievaarsdorp Earrebarredoarp De Graverij.

## Bevolkingsontwikkeling
| 1999 | 2002 | 2003 | 2004 | 2014 | 2018 | 2019 | 2021 | 2023 |
| ---- | ---- | ---- | ---- | ---- | ---- | ---- | ---- | ---- |
| 123  | 114  | 115  | 115  | 120  | 110  | 105  | 110  | 110  |

## Geboren in Akmarijp
- Fedde Jonkman (1941-2024), politicus